# Estroboloma
L'estroboloma és el conjunt de bacteris de la microbiota intestinal —i dels seus gens— que poden metabolitzar els estrògens mitjançant la producció de l'enzim beta-glucuronidasa. En condició d'equilibri de la microbiota intestinal, es manté l'homeòstasi dels estrògens. Tanmateix, quan hi ha algun canvi que la desequilibra, hi ha una disrupció d'aquesta homeòstasi que pot conduir a una situació patològica com ara l'endometriosi.
Perquè els estrògens siguin metabolitzats cal que siguin conjugats en el fetge mitjançant glucuronació o sulfonació. La presència en el microbioma intestinal de determinats espècies bacterianes —l'estroboloma— poden revertir la conjugació de l'estrogen i impedir-ne l'eliminació  per la bilis perquè en surt la molècula sencera. En l'espècie humana, a partir de la pubertat hi ha diferències en la microbiota intestinal dels homes i les dones i també en l'estroboloma.
Diversos factors tenen influència en la composició de l'estroboloma d'una persona. Alguns, com ara l'edat o el grup ètnic, són intrínsecs a l'individu; d'altres, com ara l'alimentació, el consum d'alcohol, o els tractaments hormonals o amb antibiòtics, són externs.
La disminució de les hormones esteroidals que es produeix a la menopausa afecta la composició de l'estroboloma; de fet, les dones premenopàusiques tenen una major diversitat en la microbiota intestinal que les postmenopàusiques i la seva microbiota intestinal s'assembla més a la masculina.
S'ha suggerit que l'enzim beta-glucuronidasa podria estar relacionat amb el desenvolupament del càncer de mama. L'ús de moduladors de la microbiota com ara prebiòtics, probiòtics, trasplantament fecal o agents antimicrobians podrien ser considerats per a la prevenció del càncer de mama o per a tractaments adjuvants de teràpies personalitzades.